# Mo Farah
Sir Mohamed Muktar Jama (Mo) Farah (geboren als Hussein Abdi Kahin) (Somaliland, 23 maart 1983) is een Britse baan- en veldloper van Somalische afkomst, die zich heeft gespecialiseerd in de lange afstanden. Hij is viervoudig olympisch kampioen, zowel in 2012 als in 2016 pakte hij de dubbel op de 5000 en 10.000 m. Ook is Farah zesvoudig wereldkampioen en heeft hij in verschillende disciplines in totaal acht Europese titels op zijn naam staan.

## Biografie

### Jeugd
Farah werd geboren als Hussein Abdi Kahin in Somaliland. Het land werd in zijn jeugd door een allesverwoestende burgeroorlog met Somalië geteisterd. Jarenlang ging het verhaal dat hij op achtjarige leeftijd door zijn vader was meegenomen naar Engeland, waarvoor deze een verblijfsvergunning had. 
Uit angst zijn Brits staatsburgerschap te verliezen openbaarde Farah pas in 2022 de waarheid over zijn jeugd. In de BBC-documentaire The Real Mo Farah onthulde hij zijn echte naam en afkomst. Zijn vader werd in de Somalische Burgeroorlog gedood door een verdwaalde kogel toen hij vier jaar oud was. Op acht- of negenjarige leeftijd stuurde zijn moeder hem, als enige van haar zoons, naar zijn oom in Djibouti met de hoop op een beter leven daar. Echter, een Somalische vrouw smokkelde hem onder de valse naam Mo Farah naar Engeland en maakte hem wijs dat ze hem daar met zijn familie zou herenigen. Ze hield hem echter bij zich in huis en vernietigde de contactgegevens waarmee hij zijn familie had kunnen bereiken. Ze dwong hem om onder slechte omstandigheden de huishouding van haar gezin te doen en op haar kinderen te passen. Engels sprak Farah toen nauwelijks en pas toen hij twaalf jaar was, mocht hij naar school. Daar nam hij zijn gymnastiekleraar in vertrouwen en die zorgde dat hij in een beter Somalisch pleeggezin terechtkwam en dat hij in 2000 een Brits paspoort kreeg. Anno 2022 wonen zijn moeder en twee broers nog in Somaliland en is de Britse politie een onderzoek naar mensenhandel gestart.
Farah volgde op het Feltham Community College in Londen zijn lagere schoolopleiding. Zijn atletische aanleg werd nadien op de Isleworth and Syon-school ontdekt door zijn gymnastiekleraar Alan Watkinson. Deze nam Farah min of meer onder zijn hoede toen hij zag hoe de veertienjarige jongen met zijn opleiding worstelde en onder de taalbarrière leed. Watkinson was ook de man die ervoor zorgde dat de Sociale Dienst Farah uit het huis haalde waar hij terecht was gekomen.
Farah's passie was voetbal en hij droomde ervan om ooit in zijn favoriete Arsenal te voetballen. Watkinson had echter oog voor de bovengemiddelde aanleg van Farah voor atletiek en wist hem zover te krijgen, dat hij meedeed aan de veldloopkampioenschappen voor scholieren. Farah, die geen benul had van wat er nu eigenlijk moest gebeuren, liep prompt de verkeerde kant op. Toen hij uiteindelijk de andere jongens achterna ging, werd hij nog tweede ook. Enkele weken later nam hij deel aan de provinciale kampioenschappen en finishte als vierde, hoewel hij geen spikes had.

### Europees jeugdkampioen
Als lid van de Newham and Essex Beagles atletiekvereniging en met Londen als thuisbasis behaalde Farah in 2001 zijn eerste internationale successen. Eerst won hij een zilveren medaille op de EK veldlopen voor junioren in Thun. Later dat jaar werd hij in het Italiaanse Grosseto Europees jeugdkampioen op de 5000 m in 14.09,91. Hier versloeg hij de Portugees Bruno Saramago en de Spanjaard Noel Cutillas.
Op de Europese kampioenschappen onder 23 jaar in 2003 en 2005 moest hij genoegen nemen met het zilver.
In 2005 zette Farah een belangrijke stap door zich te voegen bij de groep waar ook de Australische loper Craig Mottram zich bij had aangesloten: een groep Keniaanse hardlopers, waaronder de nummer een van de wereld op de 10.000 m, Micah Kogo. "Zij slapen, eten, trainen en rusten, dat is alles wat zij doen, maar als atleet moet je dit allemaal doen. Door met Craig samen te lopen, voelde ik mij positiever," aldus Farah. "Als ik ooit zo goed wil zijn als deze atleten, moet ik harder werken. Ik wil niet alleen de beste van Groot-Brittannië zijn, ik wil bij de allerbesten horen."

### Europese titels bij de senioren
In 2006 veroverde Mo Farah zijn eerste titel bij de senioren. In het Italiaanse San Giorgio su Legnano werd hij Europees veldloopkampioen. Vervolgens liet hij in juli van dat jaar op de 5000 m een tijd klokken van 13.09,40, waarmee hij de op een na snelste Brit ooit werd achter David Moorcroft. De maand erop veroverde hij op deze afstand de zilveren medaille bij de Europese kampioenschappen in Göteborg.
Op de Olympische Spelen van 2008 in Peking kwam hij tot zijn teleurstelling echter niet verder dan zijn serie 5000 m, waarin hij zesde werd.
In 2009 won Farah opnieuw in Italië. Tijdens de Europese indoorkampioenschappen in Turijn veroverde hij de titel op de 3000 m, een titel die hij in 2011, op de Europese indoorkampioenschappen in Parijs, zou prolongeren. Vervolgens werd hij in 2007 op wereldkampioenschappen in Osaka zesde op de 5000 m. Later die maand werd hij op de wereldatletiekfinale in Stuttgart met 13.41,61 zevende en won hij een bronzen medaille op de 3000 m.

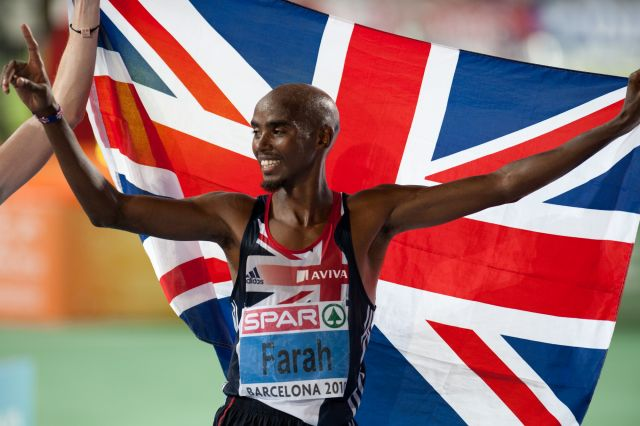
Mo Farah viert zijn overwinning op de 10.000 m in Barcelona, 2010.

Intussen liet Mo Farah zien, dat hij binnen Europa ook op de buitenbaan de te kloppen atleet was. Op 27 juli 2010 werd hij bij de Europese kampioenschappen in Barcelona kampioen op de 10.000 m. In een tactisch slot van de race liep hij op kop met de Spanjaard Ayad Landassem, drong deze de kop op, maar liep in de laatste ronde met een grote versnelling bij hem weg. Uiteindelijk finishten de Brit Chris Thompson en de Italiaan Daniele Meucci nog voor Landassem op de tweede en derde plaats. Farah werd met deze prestatie de eerste Brit die op Europese kampioenschappen een gouden medaille veroverde op de 10.000 m. Vervolgens won hij ook nog eens goud op de 5000 m, waarmee hij dus tevens de eerste Brit werd die op een EK de dubbel scoorde.

### Eerste Brit binnen de dertien minuten
Ter afronding van het succesvolle jaar 2010 liep Mo Farah enkele weken later tijdens de Diamond League Meeting in Zürich Moorcrofts record op de 5000 m uit de boeken: in een tijd van 12.57,94 werd hij de eerste Britse atleet die erin slaagde om de 5000 m binnen de dertien minuten af te leggen.
In december 2010 werd Farah door de British Olympic Association uitgeroepen tot atleet van het jaar.

### Europees record 10.000 m
In februari 2011 kondigt Mo Farah aan dat hij naar het Amerikaanse Portland zal verhuizen om te gaan samenwerken met zijn nieuwe coach Alberto Salazar, onder meer bekend van diens drie achtereenvolgende overwinningen in de New York City Marathon, begin jaren tachtig. Het inspireert hem om op 19 februari in Birmingham het Europese indoorrecord op 5000 m te verbeteren tot 13.10,60. Vervolgens prolongeert hij, zoals eerder gemeld, in Parijs zijn Europese indoortitel op de 3000 m, waarna hij enkele weken later in New York de halve marathon wint in 1:00.23.

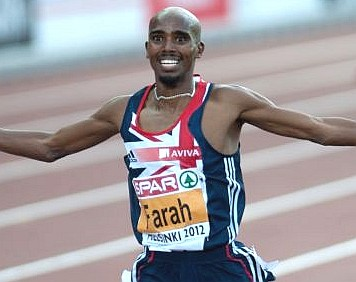
Mo Farah tijdens de EK in Helsinki, 2012.

Begin juni 2011 is Farah present op de Diamond League meeting in Eugene, de Prefontaine Classic, waar hij op de 10.000 m een tijd van 26.46,57 realiseert, niet alleen bijna zes volle seconden sneller dan de Belg Mohammed Mourhit, die sinds 1999 het Europese record met 26.52,30 op zijn naam had staan, maar ook ruim een minuut sneller dan zijn tot dan toe snelste tijd. Tevens is Farah nu na Mourhit de tweede Europeaan, die de 27 minutengrens doorbreekt. Tijdens de WK van Daegu dat jaar lijkt Farah de titel te pakken. 500 meter voor het einde plaatst de atleet een versnelling en slaat een gat met de concurrentie. De Ethiopiër Ibrahim Jeilan weet dit gat echter te dichten, waardoor Farah als tweede eindigt. Later dat toernooi pakte hij wel de titel op de 5000 m.

### Olympische Spelen 2012
Het indoorseizoen verliep teleurstellend voor Farah. Hij werd tijdens een indoorwedstrijd in Birmingham verslagen op de 3000 m, nadat hij naar eigen zeggen de laatste vier à vijf rondes met zware benen liep. Hij zette hierna zelfs vraagtekens bij zijn deelname aan de WK indoor van Istanboel. Uiteindelijk werd besloten om toch mee te doen. Hij presteerde daar onder zijn eigen verwachtingen: hij eindigde als vierde. Even leek het erop dat Farah alsnog op het podium zou eindigen omdat de nummer drie, Edwin Soi, werd gediskwalificeerd vanwege hinder. Uiteindelijk werd dit besluit ingetrokken en miste Farah definitief de top drie.
Outdoor liep het olympische seizoen beter. Hij won de 5000 m tijdens de EK van Helsinki. Ook won Farah driemaal zijn race bij de Diamond League, waaronder de 5000 m tijdens de London Grand Prix. Ook bij de Olympische Spelen was Farah succesvol in Londen. Hij won op zowel de 5000 als de 10.000 m olympisch goud. Hij was de eerste Europeaan die de 5000 en de 10.000 m tijdens één Olympische Spelen won sinds de Fin Lasse Virén dat in 1976 had gepresteerd.

### Successen op diverse afstanden
Farah besloot om niet zijn titel te verdedigen bij de EK indoor van 2013. In plaats daarvan focuste hij het winterseizoen meer op de langere afstanden. Zo deed hij eind februari mee aan de halve marathon van New Orleans. Hij verbeterde hier het Britse record tot 1.00,59, wat eveneens genoeg was voor de overwinning. Tijdens het baanseizoen verbeterde Farah wederom een record, ditmaal op de 1500 meter. Bij de Herculis in Monaco liep hij in het kielzog van Asbel Kiprop 3.28,81: een verbetering van het Europees record dat sinds 1997 op naam stond van de Spanjaard Fermin Cacho.
Door deze prestaties was Farah de gedoodverfde favoriet voor de 5000 en 10.000 m bij de WK van Moskou. Die rol maakte hij waar, want hij won beide afstanden.

### Olympische Spelen 2016
Op de Olympische Spelen van 2016 in Rio de Janeiro eindigde hij ondanks een struikelpartij tijdens de 10.000 m alsnog op een eerste plaats. In de slotronde versloeg hij de Keniaan Paul Tanui in de eindsprint. Ook op de 5000 m wist hij goud te pakken.

### Privé
In april 2010 trouwde Farah met zijn partner Tania Nell. Bij de trouwpartij in Richmond upon Thames waren onder andere de atleten Paula Radcliffe, Steve Cram, Hayley Yelling, Jo Pavey en de Zweedse steeplechaser Mustafa Mohamed aanwezig. Mo Farah en zijn vrouw hebben samen twee dochters, een tweeling, en een zoon. Hij heeft daarnaast een stiefdochter. In december 2016 werd hij in de New Year's Honours list in de adelstand verheven.

## Titels
- Olympisch kampioen 5000 m - 2012, 2016
- Olympisch kampioen 10.000 m - 2012, 2016
- Wereldkampioen 5000 m - 2011, 2013, 2015
- Wereldkampioen 10.000 m - 2013, 2015, 2017
- Europees kampioen 5000 m - 2010, 2012, 2014
- Europees kampioen 10.000 m - 2010, 2014
- Europees kampioen veldlopen - 2006
- Europees indoorkampioen 3000 m - 2009, 2011
- Brits kampioen 5000 m - 2007, 2010
- Brits indoorkampioen 3000 m - 2003, 2005, 2007
- Europees jeugdkampioen 5000 m - 2001

## Persoonlijke records
Outdoor
| Onderdeel   | Prestatie           | Datum            | Plaats     |
| ----------- | ------------------- | ---------------- | ---------- |
| 800 m       | 1.48,69             | 3 augustus 2003  | Eton       |
| 1500 m      | 3.28,81 (ex-ER; NR) | 19 juli 2013     | Monaco     |
| 1 Eng. mijl | 3.56,49             | 6 augustus 2005  | Londen     |
| 2000 m      | 5.06,34             | 9 maart 2006     | Melbourne  |
| 3000 m      | 7.32,62 (NR)        | 5 juni 2016      | Birmingham |
| 2 Eng. mijl | 8.20,47             | 3 augustus 2007  | Londen     |
| 5000 m      | 12.53,11            | 22 juli 2011     | Monaco     |
| 10.000 m    | 26.46,57 (ER)       | 3 juni 2011      | Eugene     |
| 20.000 m    | 56.20,30            | 4 september 2020 | Brussel    |
| 1 uur       | 21.330 m (WR)       | 4 september 2020 | Brussel    |

Weg
| Onderdeel      | Prestatie           | Datum          | Plaats   |
| -------------- | ------------------- | -------------- | -------- |
| 10 km          | 27.44 (NR)          | 31 mei 2010    | Londen   |
| 15 km          | 42.03 (ex-ER)       | 26 maart 2016  | Cardiff  |
| 20 km          | 56.27 (NR)          | 22 maart 2015  | Lissabon |
| halve marathon | 59.32 (ex-ER; NR)   | 22 maart 2015  | Lissabon |
| 25 km          | 1:12.36 (NR)        | 22 april 2018  | Londen   |
| 30 km          | 1:27.31 (NR)        | 22 april 2018  | Londen   |
| marathon       | 2:05.11 (ex-ER; NR) | 7 oktober 2018 | Chicago  |

Indoor
| Onderdeel   | Prestatie               | Datum            | Plaats     |
| ----------- | ----------------------- | ---------------- | ---------- |
| 1500 m      | 3.39,03                 | 28 januari 2012  | Glasgow    |
| 1 Eng. mijl | 3.57,92                 | 4 februari 2012  | Boston     |
| 3000 m      | 7.33,1 (NR; handtijd)   | 21 februari 2015 | Birmingham |
|             | 7.34,47 (NR)            | 21 februari 2009 | Birmingham |
| 2 Eng. mijl | 8.03,40 (WR)            | 21 februari 2015 | Birmingham |
| 5000 m      | 13.09,16 (ex-ER; ex-NR) | 18 februari 2017 | Birmingham |

## Palmares

### 3000 m
- 2005: 6e Europacup - 7.54,08
- 2005:  Europacup - 8.17,28
- 2006:  Europacup - 8.27,91
- 2006: 12e Wereldatletiekfinale - 8.00,60
- 2007: 5e EK indoor - 8.03,50
- 2007:  Wereldatletiekfinale - 7.49,89
- 2008: 6e WK indoor - 7.55,08
- 2009:  EK indoor - 7.40,17
- 2011:  EK indoor - 7.53,00
- 2012: 4e WK indoor - 7.41,79

### 5000 m
- 2000: 10e WJK - 14.12,21
- 2001:  EJK - 14.09,91
- 2003:  EK U23 - 13.58,88
- 2005:  EK U23 - 14.10,96
- 2006: 9e Gemenebestspelen - 13.40,53
- 2006:  EK - 13.44,79
- 2007: 6e WK - 13.47,54 (series 13.39,13)
- 2007: 7e Wereldatletiekfinale - 13.41,61
- 2008: 6e in serie OS - 13.50,95
- 2009:  EK team - 13.43,01
- 2009: 7e WK - 13.19,69
- 2010:  EK team - 13.46,93
- 2010:  EK - 13.31,18
- 2011:  WK - 13.23,36
- 2012:  EK - 13.29,91
- 2012:  OS - 13.41,66
- 2013:  EK team - 14.10,00
- 2013:  WK - 13.26,98 (series 13.23,93)
- 2014:  EK - 14.05,82
- 2015:  WK - 13.50,38 (series 13.19,44)
- 2016:  OS - 13.03,30
- 2017:  WK - 13.33,22

### 10.000 m
- 2008: 5e Kim McDonald Memorial - 27.44,54
- 2010:  European Cup - 27.28,86
- 2010:  EK - 28.24,99
- 2011:  WK - 27.14,07
- 2012:  OS - 27.30,42
- 2013:  WK - 27.21,71
- 2014:  EK - 28.08,11
- 2015:  WK - 27.01,13
- 2016:  OS - 27.05,17
- 2017:  WK - 26.49,51

### 5 km
- 2006:  Finn Valley Boxing Day Race in Stranorlar - 13.29,7
- 2008:  Carlsbad - 13.35

### 10 km
- 2004:  Nike Run London - 28.59
- 2005:  Sam's Run in Londen - 32.24
- 2006:  Healthy Kidney in New York - 28.37
- 2007:  Great Manchester Run - 28.07
- 2008:  Bupa London - 28.39
- 2009:  Bupa London - 27.50
- 2009:  Corsa Internazionale di San Silvestro in Bolzano - 28.48,3
- 2010:  Bupa London - 27.44
- 2010:  Corsa Internazionale di San Silvestro Boclassic in Bolzano - 28.32,8
- 2011:  Bupa London - 29.15
- 2012:  Bupa London - 29.21
- 2013:  Bupa London - 29.13

### 10 Eng. mijl
- 2005:  Cabbage Patch - 48.59
- 2009:  Great South Run - 46.25

### halve marathon
- 2011:  halve marathon van New York - 1:00.23,0
- 2013:  halve marathon van New Orleans - 1:00.59
- 2013:  Great North Run - 1:00.10
- 2014:  halve marathon van New York - 1:01.07,5
- 2014:  Great North Run - 59.59,6
- 2015:  halve marathon van Lissabon - 59.32
- 2015:  Great North Run - 59.21,8 (ER)
- 2016:  WK in Cardiff - 59.59
- 2017:  Great North Run - 1:00.06
- 2018:  The Big Half - 1:01.40
- 2018:  Great North Run - 59.27
- 2019:  Great North Run - 59.07

### marathon
- 2014: 8e marathon van Londen - 2:08.21
- 2018:  marathon van Chicago - 2:05.11
- 2019: 5e marathon van Londen - 2:05.39

### veldlopen
- 1999: 5e EK junioren in Velenje - 23.18
- 2000: 25e WK voor junioren in Vilamoura - 24.37
- 2000: 7e EK junioren in Malmö - 19.12 ( in het landenklassement)
- 2001: 59e WK voor junioren in Oostende - 28.06
- 2001:  EK junioren in Thun - 19.38 ( in het landenklassement)
- 2002: 30e EK junioren in Medulin - 19.25
- 2003: 5e Engels kamp. in Brighton - 11.47
- 2003: 74e WK korte afstand in Lausanne - 12.13
- 2004: 15e EK in Seebad Heringsdorf - 28.26 ( in het landenklassement)
- 2005: 37e WK lange afstand in Saint Galmier - 37.50
- 2005: 21e EK in Tilburg - 27.57
- 2006: 40e WK korte afstand in Fukuoka - 11.27
- 2006:  EK in San Giorgio su Legnano - 27.56
- 2007: 11e WK in Mombasa - 37.31
- 2008:  EK in Brussel - 30.57 ( in het landenklassement)
- 2009:  EK in Dublin - 31.02 ( in het landenklassement)
- 2010: 20e WK in Bydgoszcz - 34.09

### Diamond League-podiumplekken
- 2010:  3000 m Aviva London Grand Prix – 7.40,75
- 2011:  10.000 m Prefontaine Classic – 26.46,57
- 2011:  5000 m British Grand Prix – 13.06,14
- 2011:  5000 m Herculis – 12.53,11
- 2011:  3000 m Aviva London Grand Prix – 7.40,15
- 2012:  5000 m Prefontaine Classic – 12.56,98
- 2012:  5000 m Aviva London Grand Prix – 13.06,04
- 2012:  2 mijl Birmingham Grand Prix – 8.27,24
- 2013:  5000 m Prefontaine Classic – 13.05,88
- 2013:  5000 m Sainsbury’s Grand Prix – 13.14,24
- 2013:  1500 m Herculis – 3.28,81
- 2013:  3000 m London Grand Prix – 7.36,85
- 2014:  2 mijl Birmingham Grand Prix – 8.07,85
- 2015:  3000 m Qatar Athletic Super Grand Prix – 7.38,22
- 2015:  10.000 m Prefontaine Classic – 26.50,97
- 2015:  5000 m Athletissima – 13.11,79
- 2015:  3000 m London Grand Prix – 7.34,66
- 2016:  10.000 m London Grand Prix – 12.59,29
- 2016:  3000 m Birmingham Grand Prix – 7.32,62
- 2016:  5000 m London Grand Prix – 12.59,29
- 2020:  uurloop Memorial Van Damme - 21.330 m (WR)

## Onderscheidingen
- Brits atleet van het jaar - 2010
- Europees atleet van het jaar - 2011, 2012, 2016
- Europees sportman van het jaar (Frank Taylor Trofee) - 2013

1912: Hannes Kolehmainen ·
1920: Joseph Guillemot ·
1924: Paavo Nurmi ·
1928: Ville Ritola ·
1932: Lauri Lehtinen ·
1936: Gunnar Höckert ·
1948: Gaston Reiff ·
1952: Emil Zátopek ·
1956: Vladimir Koets ·
1960: Murray Halberg ·
1964: Bob Schul ·
1968: Mohammed Gammoudi ·
1972: Lasse Virén ·
1976: Lasse Virén ·
1980: Miruts Yifter ·
1984: Saïd Aouita ·
1988: John Ngugi ·
1992: Dieter Baumann ·
1996: Vénuste Niyongabo ·
2000: Millon Wolde ·
2004: Hicham El Guerrouj ·
2008: Kenenisa Bekele ·
2012: Mo Farah ·
2016: Mo Farah ·
2020: Joshua Cheptegei ·
2024: Jakob Ingebrigtsen
1912: Hannes Kolehmainen ·
1920: Paavo Nurmi ·
1924: Ville Ritola ·
1928: Paavo Nurmi ·
1932: Janusz Kusociński ·
1936: Ilmari Salminen ·
1948: Emil Zátopek ·
1952: Emil Zátopek ·
1956: Vladimir Koets ·
1960: Pjotr Bolotnikov ·
1964: Billy Mills ·
1968: Naftali Temu ·
1972: Lasse Virén ·
1976: Lasse Virén ·
1980: Miruts Yifter ·
1984: Alberto Cova ·
1988: Brahim Boutayeb ·
1992: Khalid Skah ·
1996: Haile Gebrselassie ·
2000: Haile Gebrselassie ·
2004: Kenenisa Bekele ·
2008: Kenenisa Bekele ·
2012: Mo Farah ·
2016: Mo Farah ·
2020: Selemon Barega ·
2024: Joshua Cheptegei
1983 Eamonn Coghlan ·
1987 Saïd Aouita ·
1991 Yobes Ondieki ·
1993 Ismael Kirui ·
1995 Ismael Kirui ·
1997 Daniel Komen ·
1999 Salah Hissou ·
2001 Richard Limo ·
2003 Eliud Kipchoge ·
2005 Benjamin Limo ·
2007 Bernard Lagat · 
2009 Kenenisa Bekele ·
2011 Mo Farah ·
2013 Mo Farah ·
2015 Mo Farah ·
2017 Muktar Edris ·
2019 Muktar Edris ·
2022 Jakob Ingebrigtsen ·
2023 Jakob Ingebrigtsen
1983 Alberto Cova ·
1987 Paul Kipkoech ·
1991 Moses Tanui ·
1993 Haile Gebrselassie ·
1995 Haile Gebrselassie ·
1997 Haile Gebrselassie ·
1999 Haile Gebrselassie ·
2001 Charles Kamathi ·
2003 Kenenisa Bekele ·
2005 Kenenisa Bekele ·
2007 Kenenisa Bekele ·
2009 Kenenisa Bekele ·
2011 Ibrahim Jeilan ·
2013 Mo Farah ·
2015 Mo Farah ·
2017 Mo Farah ·
2019 Joshua Cheptegei · 
2022 Joshua Cheptegei · 
2023 Joshua Cheptegei
- World Athletics: 14189197
- International Standard Name Identifier: 0000 0004 1022 7479
- Library of Congress Control Number: no2013069599
- Nationale Bibliotheek van Israël: 987007401229005171
- Nationale Bibliotheek van Polen: a0000003056440
- Virtual International Authority File: 304664781
- WorldCat: E39PBJpjd8pGgyhqJYcq6rKmVC